# Mico leucippe
El tití blanco (Mico leucippe) es un primate platirrino de la familia Callitrichidae que habita en la selva amazónica de Brasil, al este del río Tapajós, entre los ríos Cupar y Jamanxim en el estado de Pará.
Llega a medir hasta 55 cm, más de la mitad pertenecen a la larga cola con un peso total de casi 450 gramos. El cuerpo es completamente blanco, cola incluida.La cara y las orejas son desnudas y de color rosa.
Tiene hábitos diurnos y arbóreos,viven grupos de 10 individuos y están dirigidos por una hembra dominante. Cada grupo suele definir su propio territorio a través de una glándula en la frontera con los territorios de otros grupos, la especie no es muy territorial, las peleas son raras. La dieta consiste principalmente de frutas e insectos es menos de pendiente de la savia y gomoresina que otras especies de tití y solo se alimentan de estos en escasez.